# Spegeldamm
En spegeldamm är en mindre damm som har anlagts i syfte att försköna ett område. Vattnet bryter ljuset och speglar omgivningen. En spegeldamm kan även skapas för att förstora en vattenspegel i ett annars helt eller delvis torrlagt vattendrag.
Spegeldammar används gärna inom arkitekturen och trädgårdskonsten som en konstnärlig utsmyckning av parker i stads- eller bostadsmiljö. Meningen är att omgivningen, himlen eller byggnader och skulpturer vid dammen skall spegla sig och därmed  förstärka intrycket.
Spegeldammar förekom redan i 1600-talets barockparker. Vid lustslottet Marly-le-Roi, 24 km väster om Paris
och uppfört med början 1679 finns en jättelik spegeldamm. Trädgården ritades av André Le Nôtre. Andra exempel är spegeldammen i barockträdgården framför slottet i Zabeltitz i tyska Sachsen som skapades i början av 1700-talet  och spegeldammen vid Slottet i Rochecourbon i det franska departementet Charente-Maritime. I Sverige fick de gamla fiskdammarna på Svartsjö slott på 1700-talet en ny funktion som spegeldamm.
Exempel på spegeldammar i modern stadsmiljö är Stadsbibliotekets spegeldamm i Stockholm, ritad 1928 av Gunnar Asplund, och Strömparterren, också i Stockholm, som anlades på 1930-talet. Står man på Norrbro och ser österut över Strömparterren speglar sig Carl Milles skulptur Solsångaren (rest 1926) i dammens vatten. Fredrik Wretman utnyttjar speglingar i spegeldammar i sina konstverk och i hans skulptur Body & soul utanför Södersjukhuset i Stockholm kommer spegeldammen till sin fulla rätt eftersom verket bara skulle finnas till hälften utan speglingen.

## Bilder (urval)

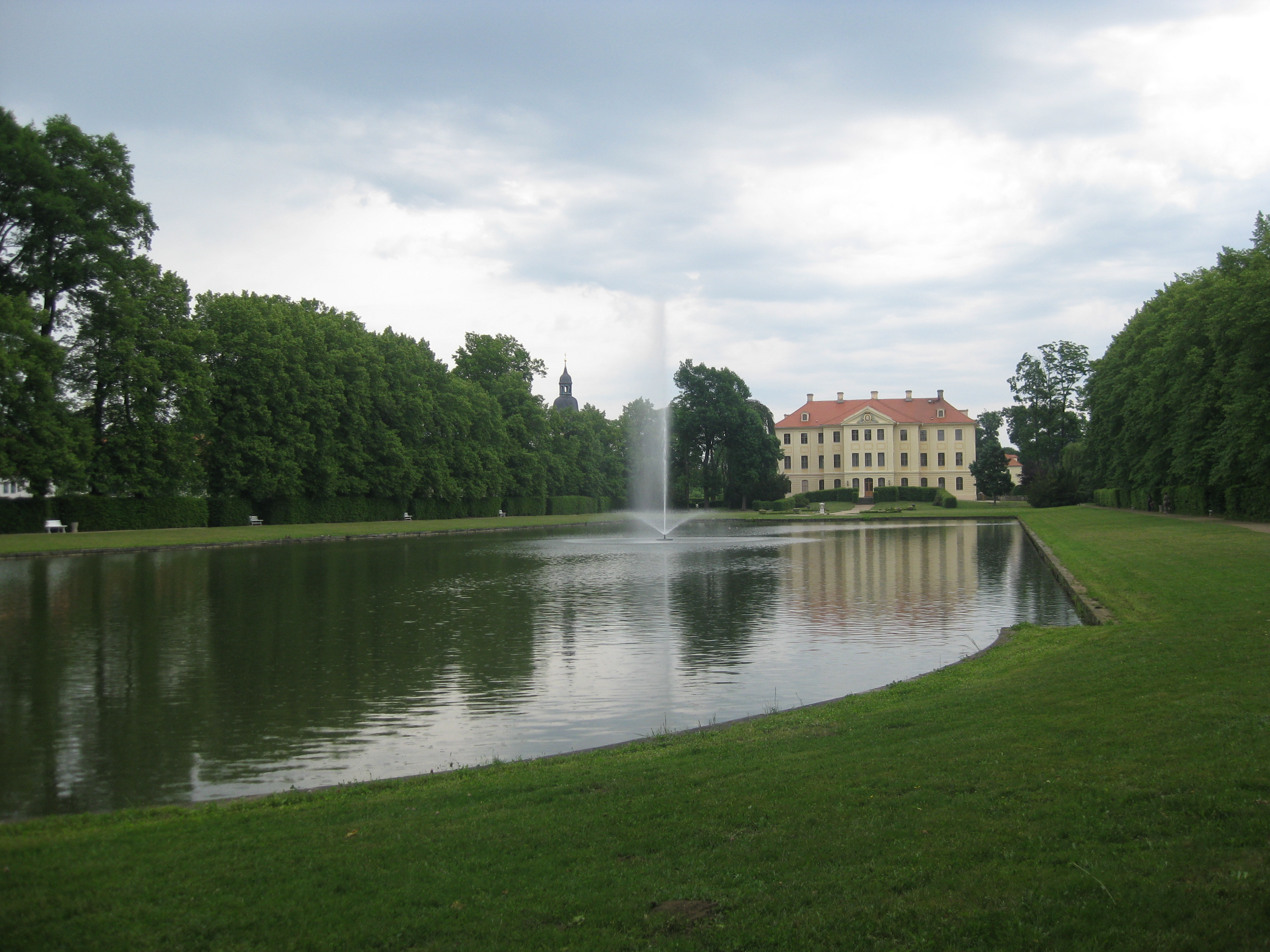
Spegeldamm (Spiegelteich) i barockparken Zabeltitz
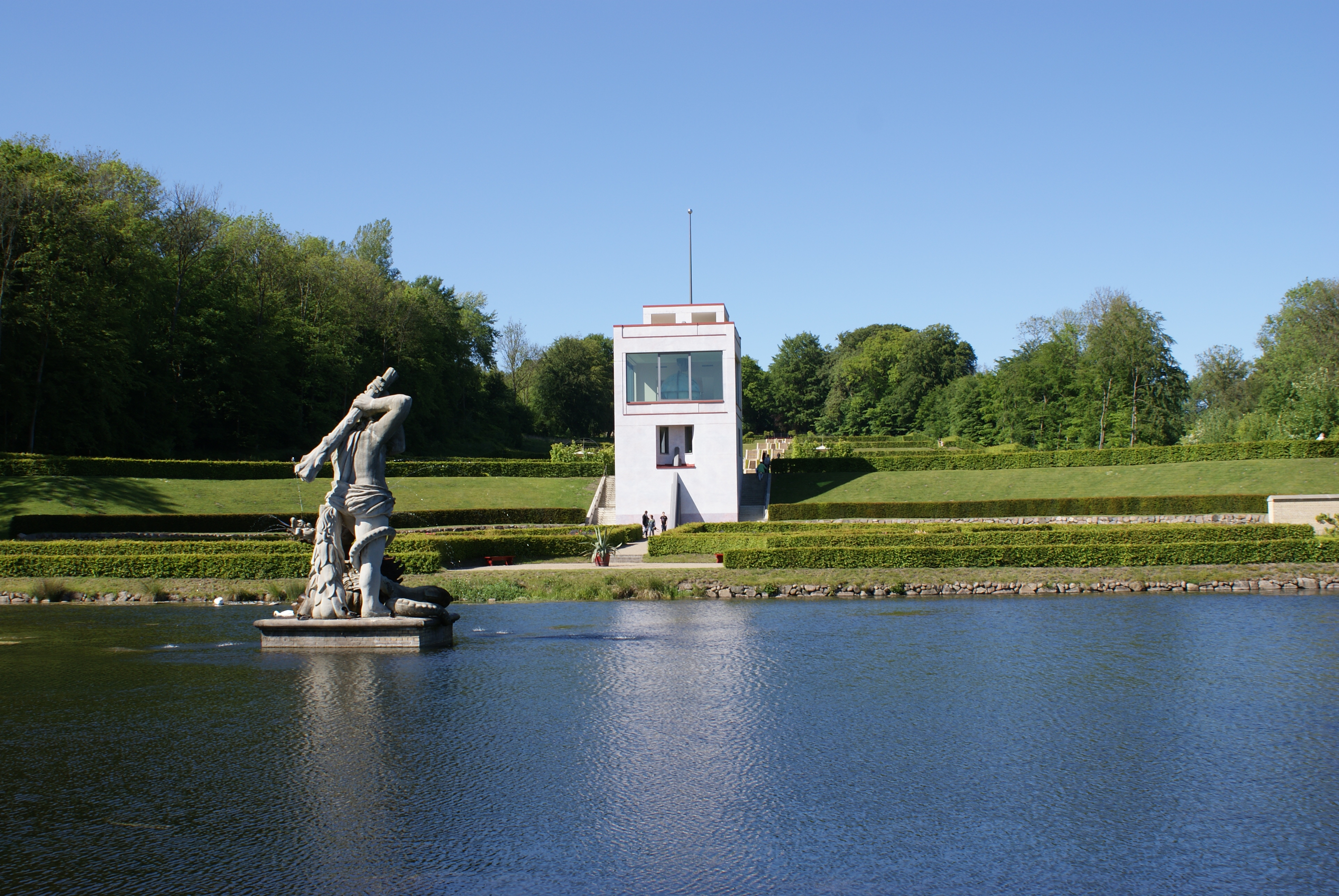
Spegeldamm vid slottet Gottorp
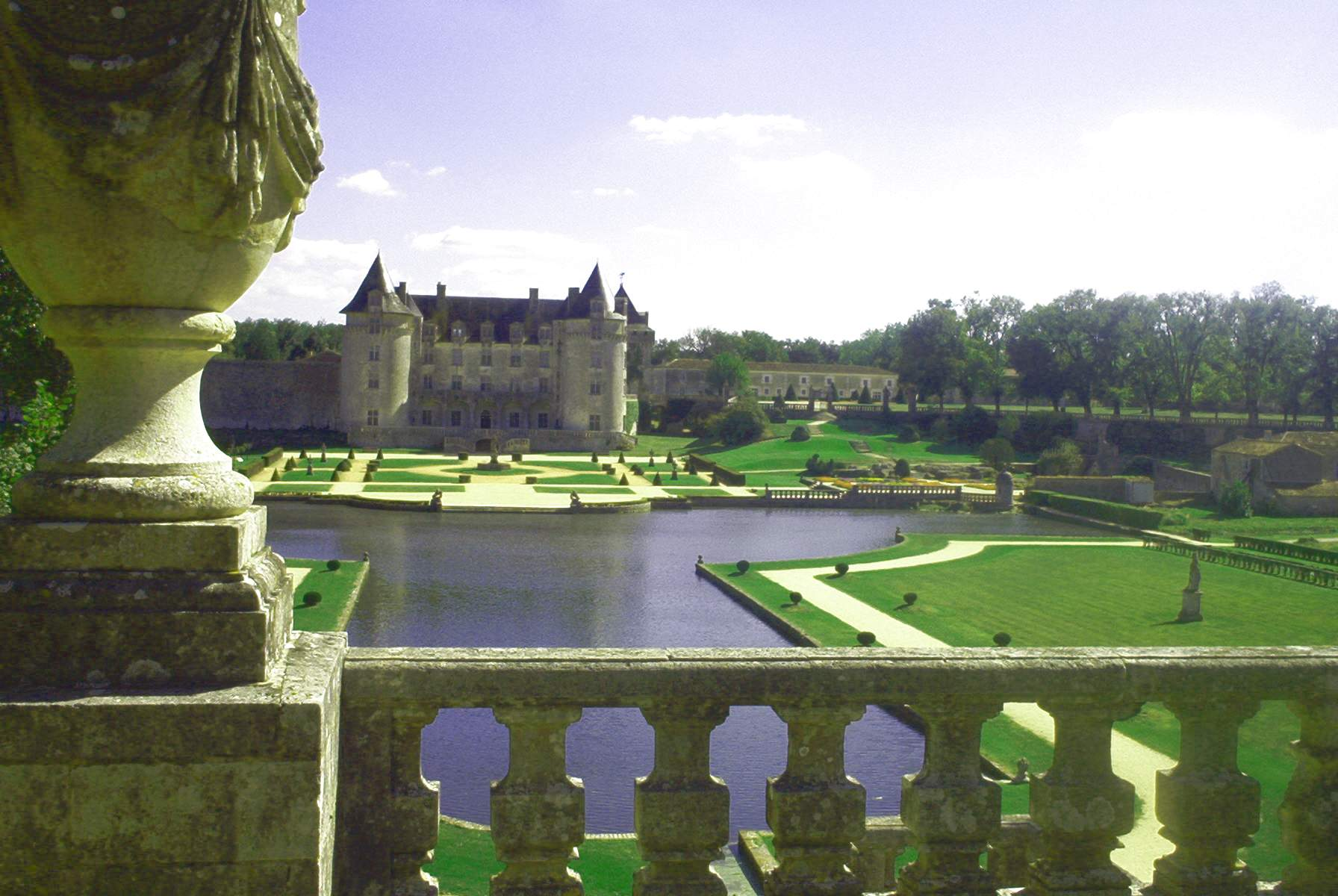
Spegeldammen framför Slottet i Rochecourbon
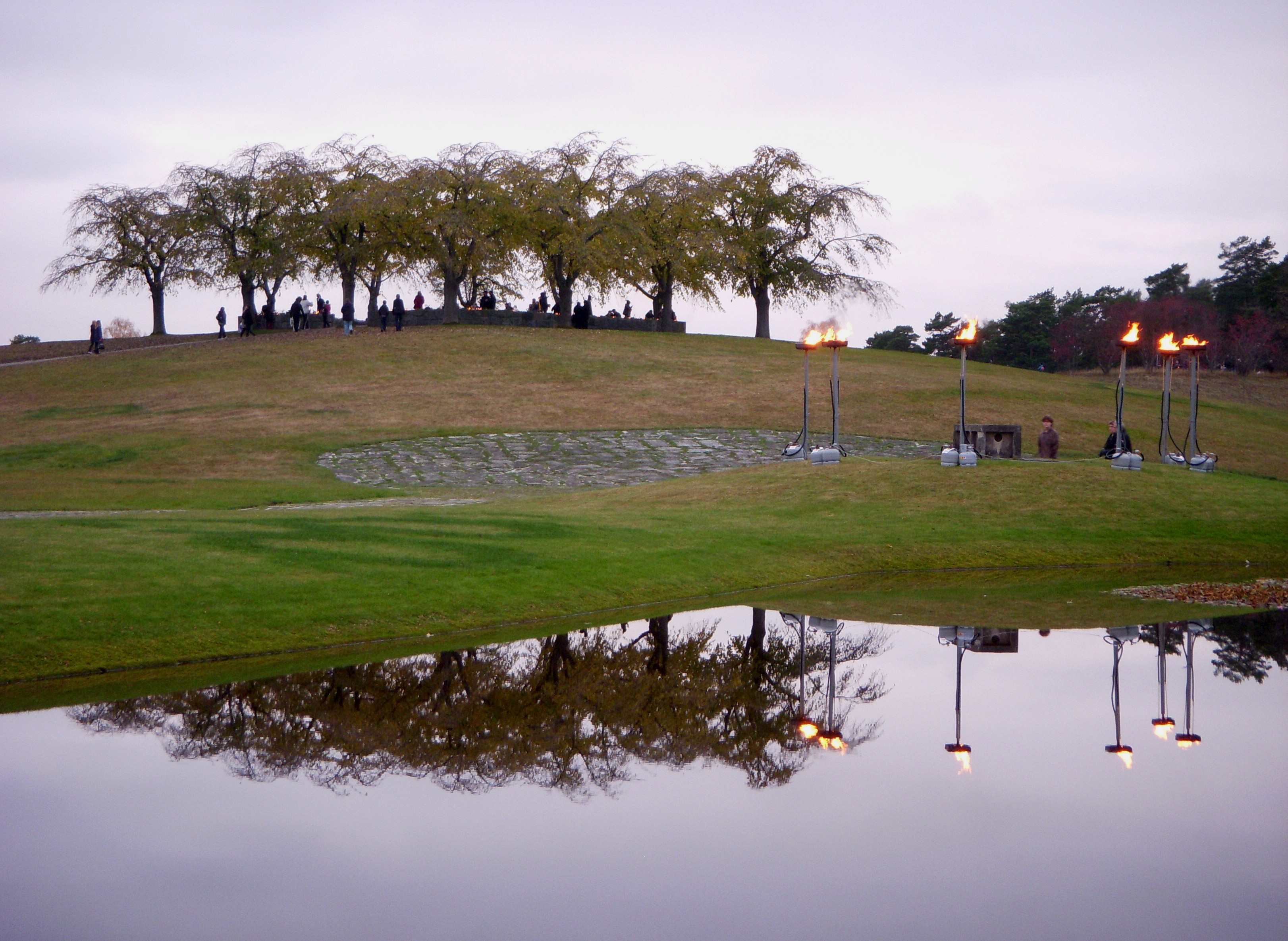
Spegeldamm i södra Stockholm, på Skogskyrkogården
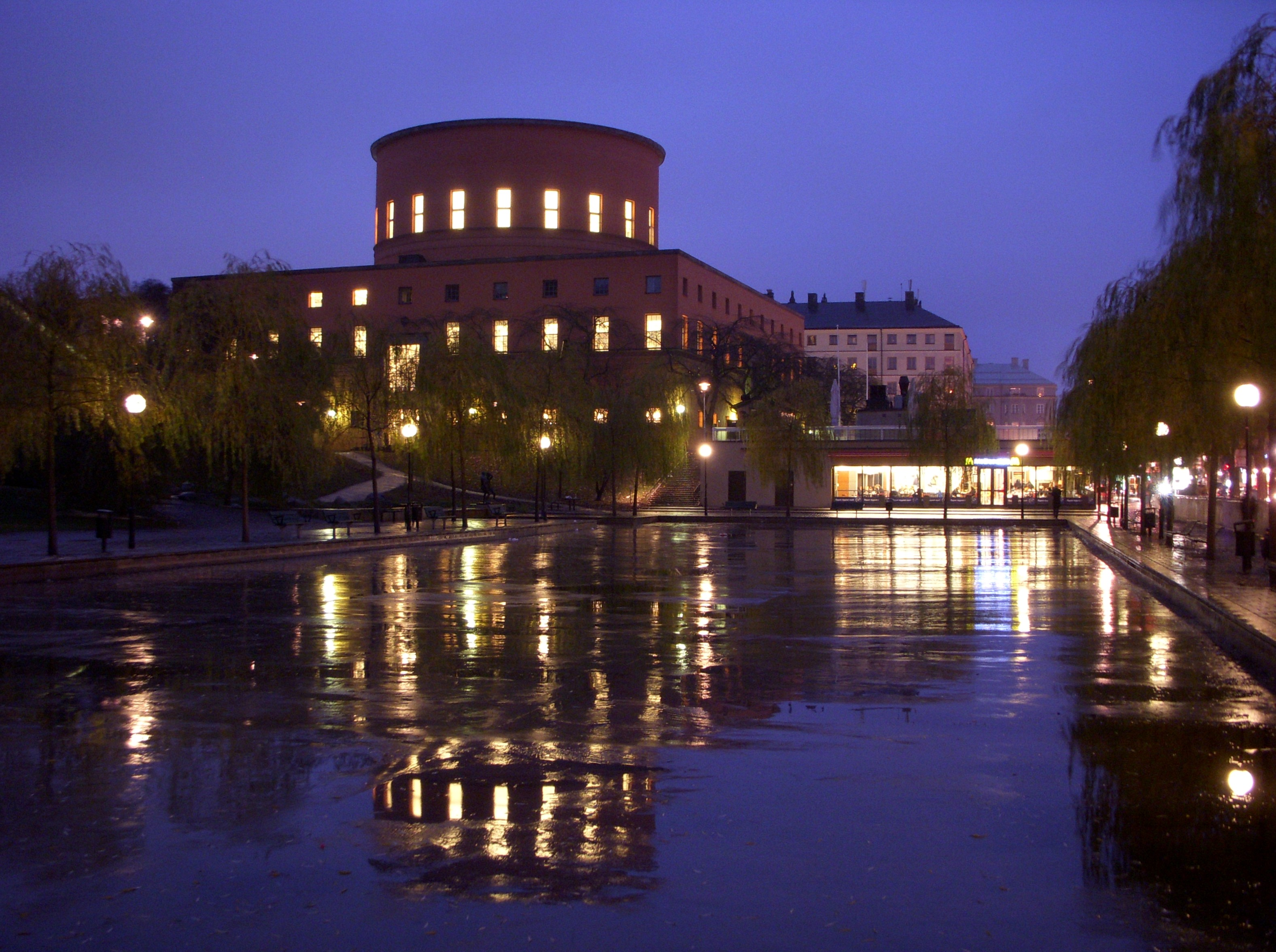
Spegeldamm framför Stockholms stadsbibliotek
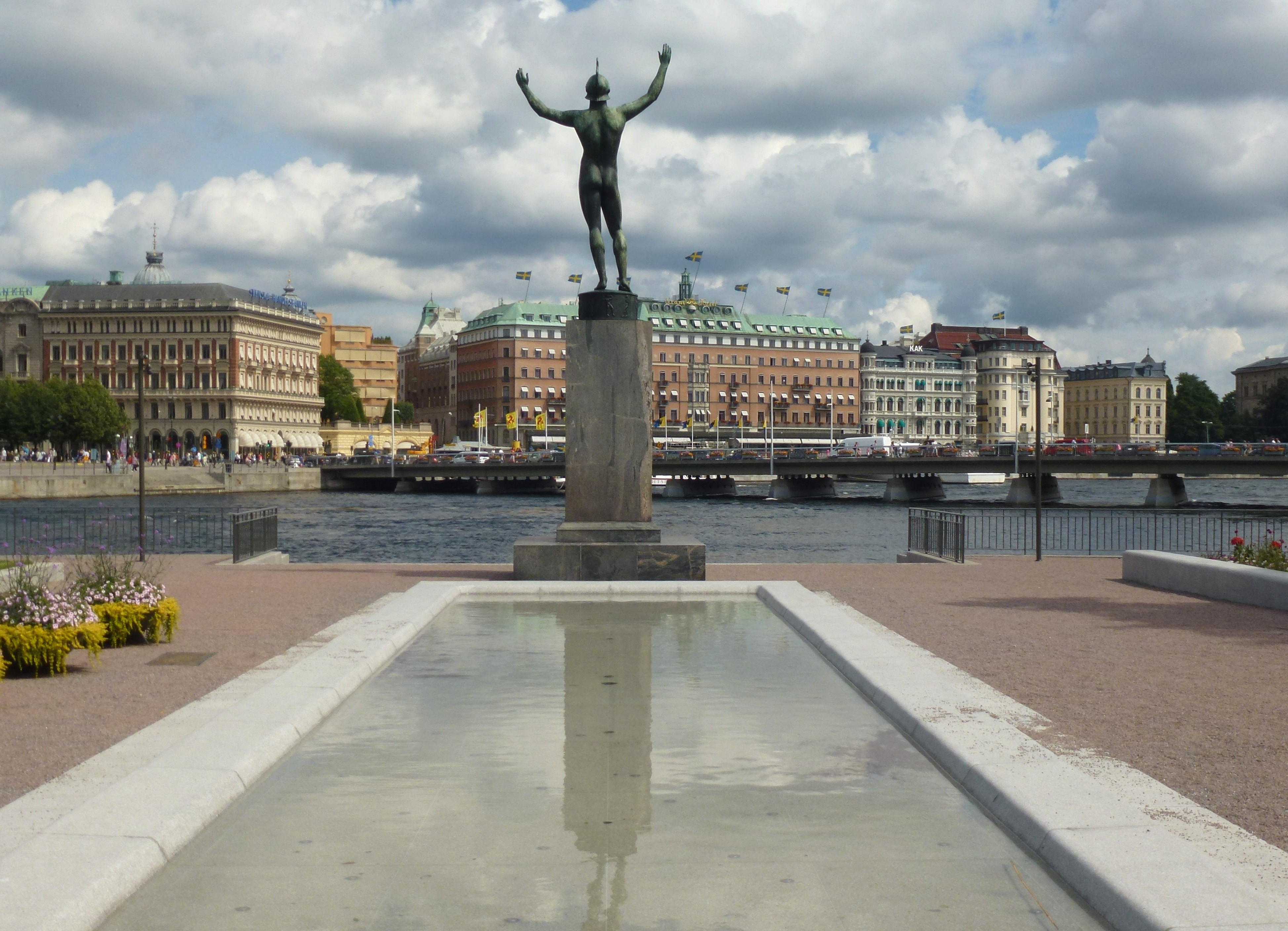
Solsångaren på Strömparterren, Stockholm, speglar sig i dammen
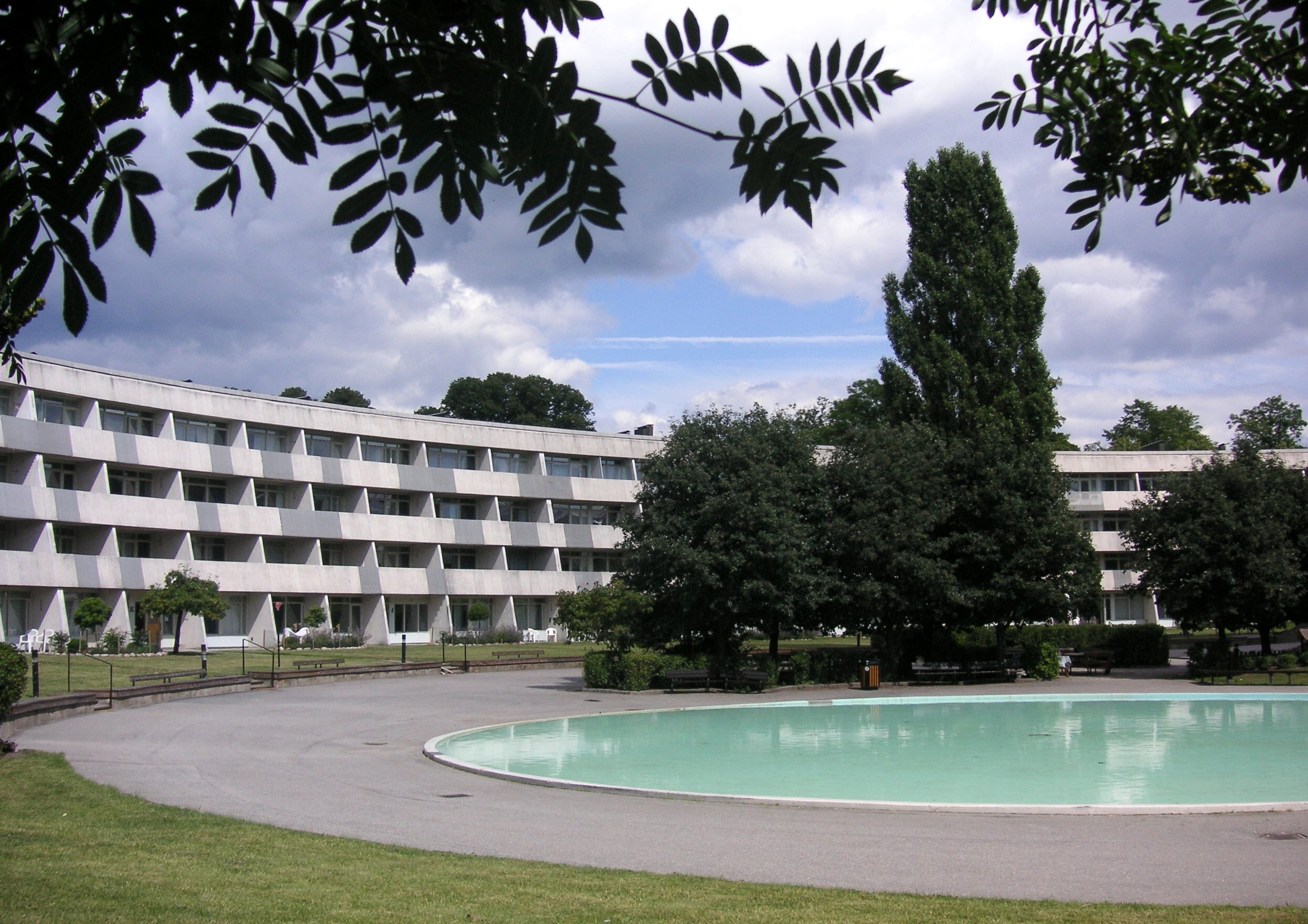
Wenner-Gren Centers spegeldamm, Stockholm
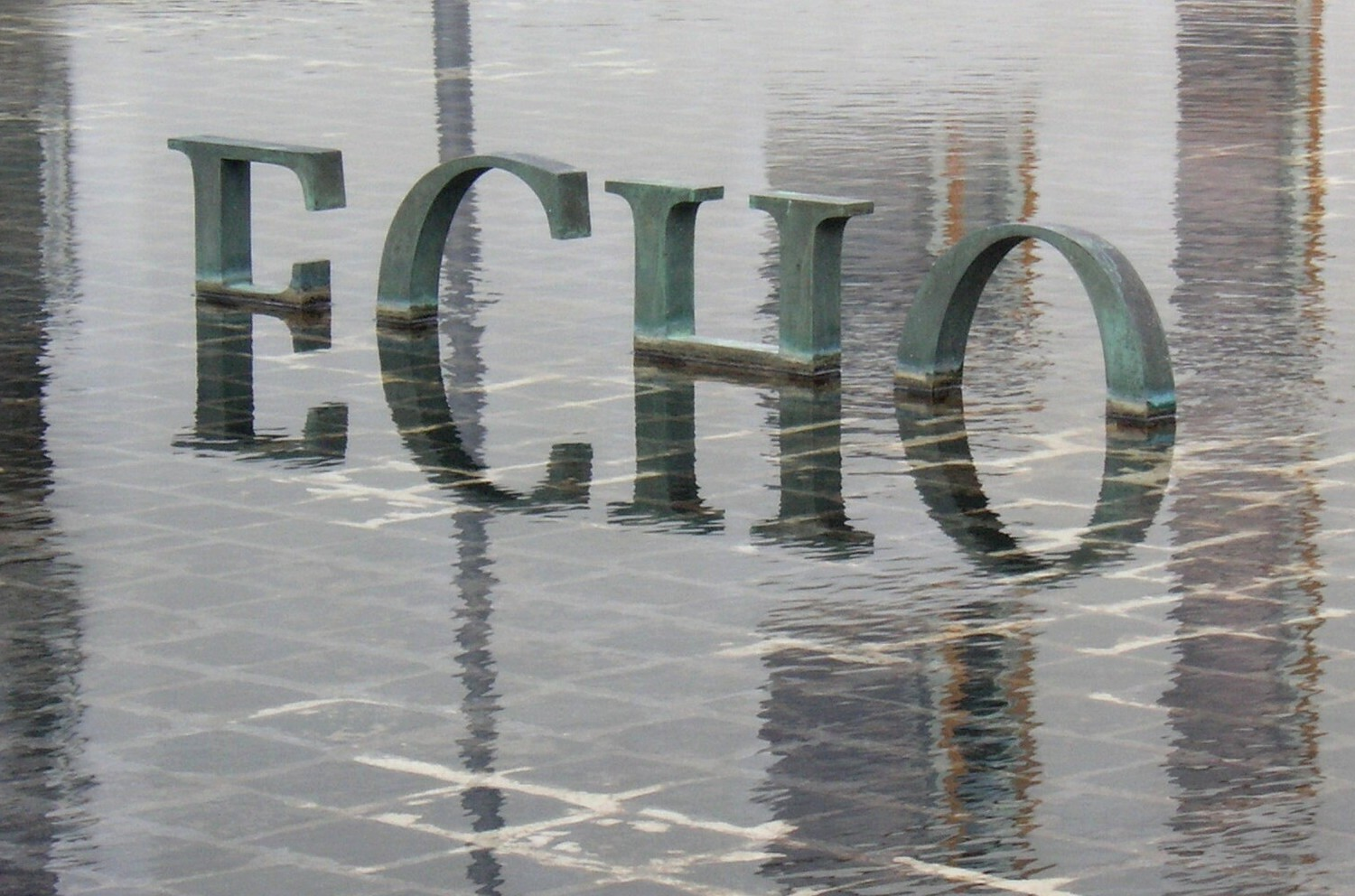
Body & soul, konstverk i Stockholm, med spegling av bokstäver